# Samsung E1100
Il Samsung E1100 è un telefono cellulare prodotto dalla Samsung. Lanciato nel 2009, è tra i 10 cellulari più venduti della storia.

## Caratteristiche
Il telefono, con 1 MB di memoria, può contenere fino a 200 contatti telefonici. La taglia dello schermo è di 3724 cm; il rapporto dello schermo con il corpo è 16,1%. Supporta la Radio FM, le suonerie MP3 e la vibrazione per la suoneria. Non dispone di telecamera. La batteria, rimovibile agli ioni di litio da 750 mAh, dura fino a 500 ore. Il telefono è utilizzabile con una mini-SIM e dispone inoltre di una torcia elettrica. Il corpo ha una altezza di 10.5 cm, una larghezza di 4.4 cm, uno spessore di 1.52 cm, un volume di 70.224 cm cubi e pesa 70.2 g. Utilizza lo standard GSM 2G.